# Łukomie (gromada)
Łukomie – dawna gromada (najmniejsza jednostka podziału terytorialnego Polskiej Rzeczypospolitej Ludowej w latach 1954–72) z siedzibą GRN w Łukomiu.
Gromady, z gromadzkimi radami narodowymi (GRN) jako organami władzy najniższego stopnia na wsi, funkcjonowały od reformy reorganizującej administrację wiejską przeprowadzonej jesienią 1954 do momentu ich zniesienia z dniem 1 stycznia 1973, tym samym wypierając organizację gminną w latach 1954–1972.
Gromadę Łukomie z siedzibą GRN w Łukomiu utworzono – jako jedną z 8759 gromad na obszarze Polski – w powiecie sierpeckim w woj. warszawskim, na mocy uchwały nr VI/10/19/54 WRN w Warszawie z dnia 5 października 1954. W skład jednostki weszły obszary dotychczasowych gromad Babiec Piaseczny, Borowo, Łukomie, Pianki, Puszcza, Stopin i Września ze zniesionej gminy Rościszewo oraz obszar dotychczasowej gromady Babiec ze zniesionej gminy Borkowo w powiecie sierpeckim w woj. warszawskim, a także wsie Huta Łukomska i Bryski z dotychczasowej gromady Gugoły i wieś Topiąca z dotychczasowej gromady Mierzęcin ze zniesionej gminy Szczutowo w powiecie rypińskim w woj. bydgoskim. Dla gromady ustalono 19 członków gromadzkiej rady narodowej.
Gromada przetrwała do końca 1972 roku, czyli do kolejnej reformy gminnej.